# Úna Ní Raifeartaigh
Úna Ní Raifeartaigh (* 18. August 1966 in Syracuse, New York) ist eine irisch-amerikanische Juristin. Seit dem 2. Juli 2024 ist sie Richterin des Europäischen Gerichtshofs für Menschenrechte (EGMR) in Straßburg.

## Leben und Wirken
Sie ist die Tochter des Physikers Lochlainn O’Raifeartaigh und seiner Frau Treasa Donnelly. Ihr Bruder Cormac arbeitet als Physiker in der Festkörperforschung.
Ní Raifeartaigh studierte Rechtswissenschaften (British Common Law) am University College Dublin. Dort erwarb sie 1988 ihren Abschluss. Von 1991 bis 1995 war sie Professorin für Strafrecht am Trinity College Dublin. 1993 wurde sie zur Rechtsanwaltschaft (als Barrister) zugelassen. 2009 wurde sie zur Senior Counsel ernannt.
Sie ist Autorin von Werken zum irischen Beweisrecht. 
2016 wurde sie zur Richterin am High Court ernannt. 2019 war sie zwischenzeitlich als ad-hoc-Richterin an den Europäischen Gerichtshof für Menschenrechte berufen worden. Am 4. November 2019 wurde sie Richterin am Court of Appeal.
Im April 2024 wurde sie mit 164 Stimmen von der Parlamentarischen Versammlung des Europarates gewählt und setzte sich damit gegen Fergal Gaynor (Richter an der Kosovo Special Chamber) und Colm Ó Cinnéide (Hochschullehrer für Verfassungsrecht und Menschenrechte am University College London). Sie löst damit Síofra O’Leary ab.

## Werke (Auswahl)
- mit Alice Harrison und Michael Bowman: The Special Criminal Court. Practice and procedure. Bloomsbury Professional, Dublin, London, Edinburgh, 2019. ISBN 978-1-78043-906-8
- mit Liz Heffernan: Evidence in criminal trials. Bloomsbury Professional, Haywards Heath, West Sussex 2014. ISBN 978-1-78043-420-9